# Castells a la sorra
Castells a la sorra (títol original en anglès: The Sandpiper) és una pel·lícula estatunidenca dirigida per Vincente Minnelli i estrenada el 1965. Ha estat doblada al català.

## Argument
El jove Danny Reynolds i la seva mare Laura, una artista-pintora beatnik, viuen una vida de somni a les platges de Big Sur a Califòrnia. Laura, mare soltera i llibertària, s'ocupa ella mateixa de l'educació del seu fill fins al dia en què mata un cervatell «en un objectiu experimental». Amb gran desesperació, Laura és llavors obligada de confiar l'educació de Danny al col·legi parroquial de San Simeon dirigida pel pastor Edward Hewitt i la seva esposa Clara. Edward està alhora sorprès i enlluernat per aquesta bonica jove de costums molt lliures i no triguen a ser irresistiblement atrets l'un per l'altre.

## Temes i context
Castells a la sorra , bonic i indòmit animal de les platges: la intriga no és d'allò més original, una bonica mare soltera i lliure tornant beneït un home encallat a la seva argolla marital i parroquial; l'excés, en aquesta pel·lícula, és sobretot pictòric, gràcies sobretot al treball efectuat amb els colors per Milton R. Krasner, René Guissart Jr. i Nelson Tyler. A més a més del treball de Laura, l'heroïna artista-pintor, cal veure el seu bust despullat esculpit sobre fusta (considerat escandalós, «obra» de l'escultor beatnik encarnat per Charles Bronson), imatges de platges daurades amb cels blaus i postes de sol sobre el mar més encantadores unes que els altres.

## Repartiment
- Elizabeth Taylor: Laura Reynolds
- Richard Burton: Edward Hewitt
- Eva Marie Saint: Claire Hewitt
- Charles Bronson: Cos Erickson
- Robert Webber: Ward Hendricks
- Morgan Mason: Danny Reynolds
- Tom Drake: Walter Robinson
- James Edwards: Larry Brant
- Torin Thatcher: el jutge Thompson
- Douglas Henderson: Phil Sutcliff
- Paul Genge: l'arquitecte
- Els policies: 
  - Dusty Cadis
  - John Hart
- Els celebrants: 
  - Rex Holman
  - Kelton Garwood
  - Jimmy Murphy
  - Mel Gallagher
  - Ron Whelan
- Les celebrants: 
  - Diane Sayer
  - Joan Connors
  - Peggy Adams Laird
  - Shirley Bonne
- Els administradors: 
  - Jan Arvan
  - Tom Curtis
  - Douglas Read
  - Max Gulak
  - Anthony Stuart
  - Colin Drake
  - Fred Fisher
  - Jeff Davis
- Les esposes dels administradors: 
  - Mary Benoit
  - Olga Valéry
  - Jean Peaslee
  - June Elliott
  - Ginger Hall
  - April Hyde
  - Sophie Veneck
- Els beatniks: 
  - Eric Sinclair
  - Tom White
- Sam Harris: el vell
- Pamela Mason: Ellie
- Carl Studer: Harold
- Els homes al vestuari: 
  - Peter Jackson
  - John Abbey
  - Roscoe Stallworth
- Nico (No surt als crèdits): La ballarina
- Barbara Sommers
- Sharon Tate (No surt als crèdits)[3][4]
- Peter O'Toole (No surt als crèdits): veu en off[5]

## Música de la pel·lícula
1965: The Sandpiper  música de la pel·lícula editada en àlbum 33 rpm (LP) estereo Mercury/Verve MG 21032/SR 61032, música de Johnny Mandel, lletra de la cançó The Shadow of Your Smile  per Paul Francis Webster, orquestra dirigida per Robert Armbruster, producció per Quincy Jones, tracklisting:
1. The Shadow of Your Smile (vocal per cors)
2. Main Title (instrumental)
3. Desire (instrumental)
4. Seduction (instrumental)
5. San Simeon (instrumental)
6. Weekend Muntatge (instrumental)
7. Baby Sandpiper (instrumental)
8. Art Gallery (instrumental)
9. End Title (instrumental)
10. Bird Bath (instrumental)

### The Shadow of Your Smile, la certesa d'un èxit
La cançó-tema oscaritzada és tornada a cantar per nombrosos intèrprets, entre els quals Shirley Bassey, Perry Como i Tony Bennett, però sobretot Astrud Gilberto, companya a Stan Getz, qui en fa un estàndard de la bossa nova des de 1965.

## Premis i nominacions

### Premis
- 1966: Oscar a la millor cançó original per "The Shadow of Your Smile", lletra de Paul Francis Webster i música de Johnny Mandel
- 1966: Grammy a la millor banda sonora original escrita per pel·lícula o televisió per Johnny Mandel

### Nominacions
- 1966: Globus d'Or a la millor banda sonora original per Johnny Mandel
- 1966: Globus d'Or a la millor cançó original per "The Shadow of Your Smile", lletra de Paul Francis Webster i música de Johnny Mandel

## Producció

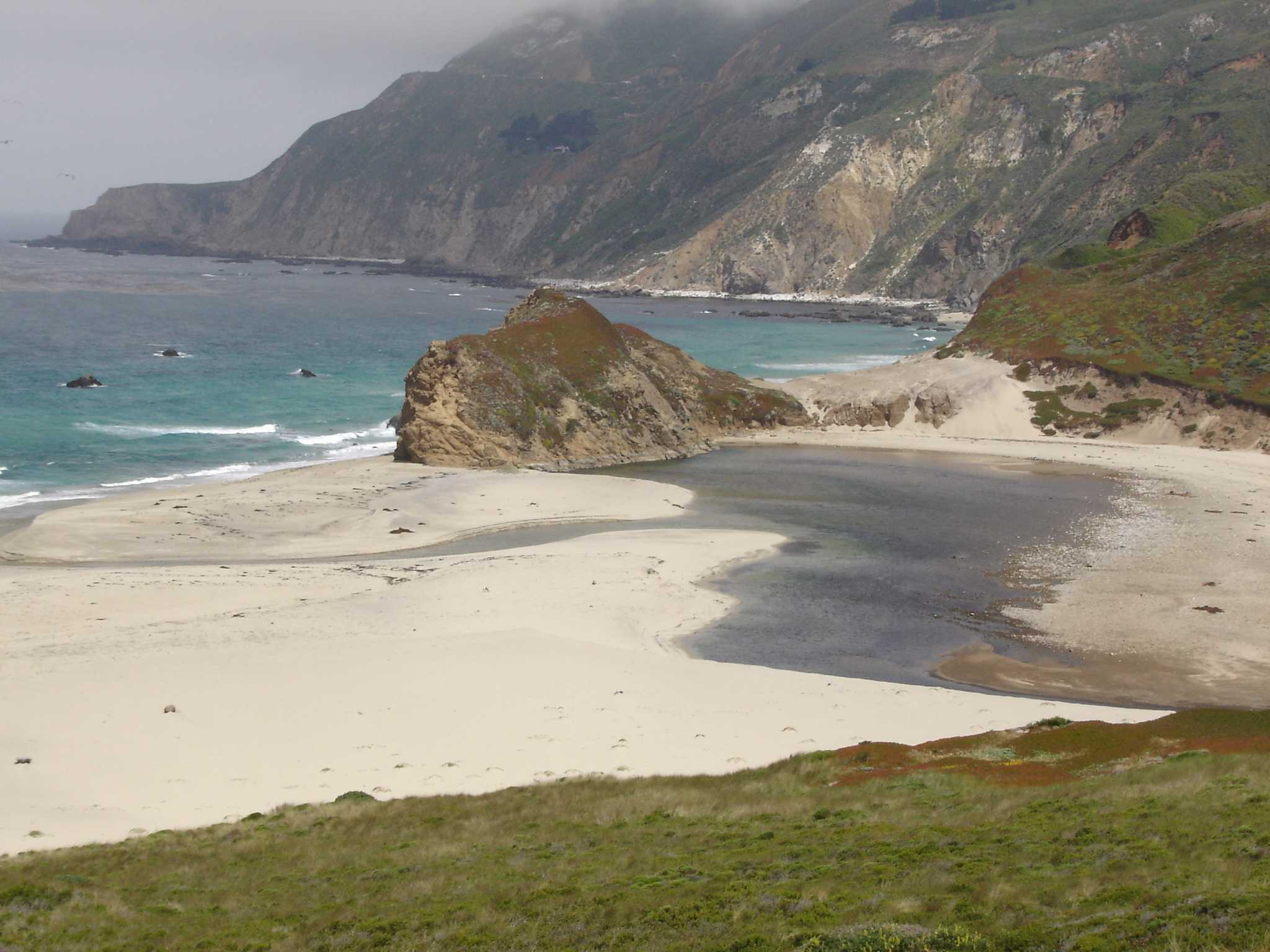
Una platja de Big Sur, lloc de rodatge exterior

### Preses
- Exteriors: Big Sur, Point Lobos State Reserve, Monterey, San Dimas (Califòrnia, Estats Units)
- Interiors: Estudis de Billancourt (Hauts-de-Seine, França)

### Rodatge
A causa de la situació fiscal de Richard Burton que només podia treballar que durant quatre setmanes als Estats Units, i en absolut a Anglaterra, el rodatge en Califòrnia no ha durat més que això i ha prosseguit a França als estudis de Billancourt. Durant el rodatge, la premsa s'ha interessat sobretot per les finances de la pel·lícula; Burton i Taylor van treure molts diners per a  Castells . Taylor ha tret un bon milió de dòlars, Burton 500.000, més el seu percentatge sobre les recaptacions (la pel·lícula va aconseguir 14 milions de dòlars). La MGM va organitzar un còctel a l'Hotel George-V on cent fotògrafs van ser convidats per Richard i Elizabeth.